# Stupid Love (Lady Gaga)
Stupid Love è un singolo della cantante statunitense Lady Gaga, pubblicato il 28 febbraio 2020 come primo estratto dal sesto album in studio Chromatica.

## Descrizione
Il brano è stato scritto dalla stessa cantante con Ely "Rise" Weisfield, Max Martin, Michael Tucker (in arte BloodPop) e Martin Bresso (conosciuto come Tchami), ed è stato prodotto da questi ultimi due.

## Promozione
Dopo essere trapelato sul web a gennaio 2020 a causa di alcuni hacker, la cantante ha annunciato l'uscita ufficiale del singolo il 25 febbraio successivo.
Il brano è stato reso disponibile sulle piattaforme digitali il 28 febbraio ed è entrato in rotazione radiofonica negli Stati Uniti d'America a partire dal successivo 3 marzo.
Lady Gaga ha eseguito Stupid Love per la prima volta dal vivo il 30 agosto 2020 in occasione degli annuali MTV Video Music Awards come parte di un medley.

## Video musicale
Il video musicale, uscito in concomitanza con il singolo, è stato diretto da Daniel Askill e filmato nel deserto californiano presso i Trona Pinnacles, nella contea di San Bernardino, interamente con le fotocamere dell'iPhone 11 Pro, come parte di una collaborazione con Apple.

## Tracce
Testi e musiche di Lady Gaga, BloodPop, Max Martin, Martin Joseph Léonard Bresso e Ely Rise.
Download digitale, streaming
1. Stupid Love – 3:13

CD, MC, 7"
1. Stupid Love – 3:13
2. Stupid Love (Instrumental) – 3:13

Download digitale, streaming – Vitaclub Warehouse Mix
1. Stupid Love (Vitaclub Warehouse Mix) (feat. Vitaclub) – 3:40

## Formazione
Hanno partecipato alle registrazioni, secondo le note di copertina di Chromatica:
Musicisti
- Lady Gaga – voce
- John "JR" Robinson – batteria
- BloodPop – batteria, basso, tastiera, chitarra, programmazione
- Tchami – batteria, basso, tastiera, chitarra, programmazione

Produzione
- BloodPop – produzione
- Tchami – produzione, missaggio
- Max Martin – coproduzione, produzione vocale
- Benjamin Rice – produzione vocale, registrazione, missaggio
- Tom Norris – missaggio
- E. Scott Kelly – assistenza al missaggio
- Randy Merrill – mastering

## Successo commerciale

### America
Stupid Love è entrata al 5º posto della Billboard Hot 100, rendendola la sedicesima top ten statunitense della cantante. Lady Gaga è così diventata la quinta artista ad essere entrata in classifica nei decenni 2000, 2010 e 2020. Con le sue 53 000 copie digitali vendute è risultata il brano più scaricato della settimana; ha inoltre accumulato 19,7 milioni di riproduzioni in streaming, che l'hanno resa la nona canzone più ascoltata, e un'audience radiofonica di 23,7 milioni di ascoltatori, che le hanno permesso di debuttare al 40º posto della classifica apposita. È divenuto il suo settimo brano a debuttare tra le prime dieci posizioni della Hot 100 statunitense; Gaga è quindi diventata la terza artista femminile ad averne di più, superando l'ex aequo con Rihanna. Inoltre, ha esordito in testa alla Hot Dance/Electronic Songs, diventando la seconda numero uno dell'interprete e rimanendo l'unica artista femminile solista ad esserci riuscita; è entrata prima anche nelle sue classifiche componenti, in particolare, in quella digitale, è divenuto il suo quinto ingresso e la sua ventottesima entrata, espandendo il record di Lady Gaga di più ingressi tra le cantanti femminili soliste.
In Canada ha fatto il proprio ingresso al 7º posto ed è diventata la sua sesta numero uno nella digitale.

### Resto del mondo
In Australia Stupid Love è diventata la tredicesima top ten di Gaga, esordendo alla 7ª posizione.
In Irlanda, durante la sua settimana di debutto, è risultata la canzone più scaricata, debuttando al 6º posto della Irish Singles Chart e regalando alla cantante la sua quindicesima top ten.
Nel Regno Unito il singolo ha debuttato alla 5ª posizione della Official Singles Chart con 40 989 unità di vendita totalizzate nella sua prima settimana, diventando il tredicesimo singolo di Lady Gaga a raggiungere la top ten britannica e risultando il più venduto della settimana. Nella seconda settimana è sceso alla 15ª posizione, segnando un calo di vendite del 36,6% con 26 001 unità.

## Classifiche

### Classifiche settimanali
| Classifica (2020) | Posizione massima |
| ----------------- | ----------------- |
| Argentina         | 31                |
| Australia         | 7                 |
| Austria           | 17                |
| Belgio (Fiandre)  | 20                |
| Belgio (Vallonia) | 12                |
| Bulgaria          | 9                 |
| Canada            | 7                 |
| Croazia           | 2                 |
| Estonia           | 11                |
| Finlandia         | 14                |
| Francia           | 36                |
| Germania          | 21                |
| Grecia            | 10                |
| Irlanda           | 6                 |
| Italia            | 15                |
| Lettonia          | 38                |
| Libano            | 6                 |
| Lituania          | 9                 |
| Norvegia          | 22                |
| Nuova Zelanda     | 23                |
| Paesi Bassi       | 56                |
| Polonia           | 51                |
| Portogallo        | 23                |
| Regno Unito       | 5                 |
| Repubblica Ceca   | 7                 |
| Romania           | 95                |
| Russia            | 183               |
| Singapore         | 20                |
| Slovacchia        | 13                |
| Slovenia          | 3                 |
| Spagna            | 50                |
| Stati Uniti       | 5                 |
| Svezia            | 24                |
| Svizzera          | 6                 |
| Ungheria          | 7                 |

### Classifiche di fine anno
| Classifica (2020) | Posizione |
| ----------------- | --------- |
| Belgio (Vallonia) | 75        |
| Canada            | 59        |
| Croazia           | 21        |
| Regno Unito       | 98        |
| Slovenia          | 41        |